# 99e régiment d'infanterie (France)
Pour les articles homonymes, voir 99e régiment.
Le 99e régiment d'infanterie (99e RI) est un régiment d'infanterie de l'Armée de terre française, à double héritage, créé sous la Révolution à partir du régiment Royal-Deux-Ponts, et du 24e régiment d'infanterie légère créé à partir de la 24e demi-brigade légère de deuxième formation.
Il est dissous en 1997. Son drapeau a été confié au groupement de recrutement et de sélection Sud-Est (GRS SE).

## Création et différentes dénominations
Le 99e régiment d’infanterie a la particularité, comme tous les régiments d’infanterie portant un numéro entre le 76e et le 99e, d’être l’héritier des traditions de deux régiments : le 99e et le 24e d'infanterie légère.
- 1er janvier 1791 : Tous les régiments prennent un nom composé du nom de leur arme avec un numéro d’ordre donné selon leur ancienneté. Le régiment Royal-Deux-Ponts devient le 99e régiment d'infanterie de ligne ci-devant Royal-Deux-Ponts.
- 1793 : Amalgamé il prend le nom de 99e demi-brigade de première formation
- 1796 : Création de la 99e demi-brigade de deuxième formation
- 1803 : Le 99e régiment d'infanterie n'est pas formé, le no 99 reste vacant.
- 1854 : Création du 99e régiment d'infanterie de ligne
- 1882 : 99e régiment d'infanterie
- 1914 : à la mobilisation, il forme le 299e régiment d'infanterie
- 1927 : devient 99e régiment d'infanterie alpine (99e RIA)
- 31 juillet 1940 : dissolution
- 16 décembre 1944 : recréation
- 31 octobre 1945 : dissolution
- 1er janvier 1946 :  99e bataillon d'infanterie alpine
- 1968 : devient 99e régiment d'infanterie
- 1997 : dissolution
- 28 novembre 2019 : groupement de recrutement et de sélection Sud-Est - 99e régiment d'infanterie [1]

## Chefs de corps

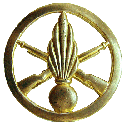
Insigne de béret d'infanterie.

- 25 juillet 1791 : colonel Louis Amable de Prez[Note 1]
- 12 octobre 1792 : colonel Jean Christophe Wisch (**) ;
- 1793 : colonel Jean François Leval (**) ;
- 1793 : chef de brigade Élie Lafont (*) ;
- 1796 : chef de brigade Pierre Joseph Petit ;
- De 1803 à 1854, le 99e régiment d'infanterie n'est pas formé.
- 1855 : Augustin Nicolas Victor Gondallier de Tugny[2]
- 1859 : Edmond Aimable L'Hériller
- 1863 : Louis Albert Chagrin de Saint-Hilaire ;
- 1870 : Eugène François Gouzil ;
- 1878 : Michel Marie Edmond Swiney (**)
- 1879 : Alfred de Corn
- 1887 : Colonel Blanchet
- 1888 : François Ernest Malapert (*)
- 1893 : Plunkett
- 1898 : Charles Alfred Anglade ;
- 1905 : Joseph Louis Alphonse Baret ;
- 1907 : colonel Branlière
- 1911 : Charles Léon Marie Hamon
- 6 août 1914 : lieutenant-colonel Claude Symphorien Jean Baptiste Martinet (tué à l'ennemi le 24 août 1914 à Schirmeck)[3]
- 25 août 1914 : lieutenant-colonel Isidore Auguste Arbey (tué à l'ennemi le 25 septembre 1914 à Herleville)[4] ;
- 26 septembre 1914 : lieutenant-colonel Pierre Joseph Raoul Marty (**) ;
- 21 janvier 1915 : lieutenant-colonel Henri André Marcel Rousselon (grièvement blessé) ;
- 5 mai 1916 : Jean François Victor Borne ;
- 10 avril 1923 : Marie Vincent Joseph Émile Ruillier;
- 19 septembre 1927 : Joseph Fortuné Revol (*)
- 1929 : Jean-Pierre Guiliani
- 1931 : colonel Masson
- 1934 : colonel Delafosse
- 1936 : Henri Charles Alfred Roux
- 1938 : Albert Lacaze ;
- Du 31 juillet 1940 à décembre 1944 le régiment est dissous.
- 16 décembre 1944 : Lieutenant-colonel Alphonse Hubert de Sury d'Aspremont
- 31 octobre 1945 le régiment est dissous
- 1967: Adjudant-chef Louis Metraux
- 1977-1978 : colonel Leproust
- 1978-1980 : colonel Roland Vincent (*)
- 1980-1982 : colonel Roux
- 1982-1984 : colonel Jean-Claude Delabit (*)

 (*) Officiers étant devenus généraux de brigade par la suite (**) Officiers étant devenus généraux de division par la suite 
Colonels tués et blessés en commandant le 99e régiment d'infanterie :
- Colonel Wisch : blessé le 2 mars 1792

## Historique des garnisons, campagnes et batailles

### Ancien régime

#### Guerres de la Révolution
- 1792 : armée du Nord : poursuite des Prussiens à la bataille de Valmy

bataille de Jemmapes
- 1793 : armée de Belgique

Bataille de Blaton
Bataille de Neerwinden
- 1793 : armée de la Moselle : bataille de Kaiserslautern
- 1794 : armée de Sambre-et-Meuse : Bataille de Fleurus
- 1794 - 1795 : armée d'Italie

16 avril : combat de Ponte-di-Nova
26 mai : combat de Sotta
21 septembre : combat de la Rochetta
22 novembre 1795 : bataille de Loano
- 1796 : campagne d'Italie : combat de Voltri, batailles de Millesimo, de Dego et de Montenotte, combat de Fombio, bataille de Borghetto
- 1796 : armée de Sambre-et-Meuse : Campagne d'Allemagne : batailles du Limbourg et d'Altenkirchen et combat de Neubof, siège de Mayence
- 1798 - 1800 : armée d'Italie (1798-1800)

1799 : batailles de La Trébie, Bassignana, Novi, Fossano et de Mondovi
1800 : batailles du Var et du passage du Mincio.

### Historique du99eRI

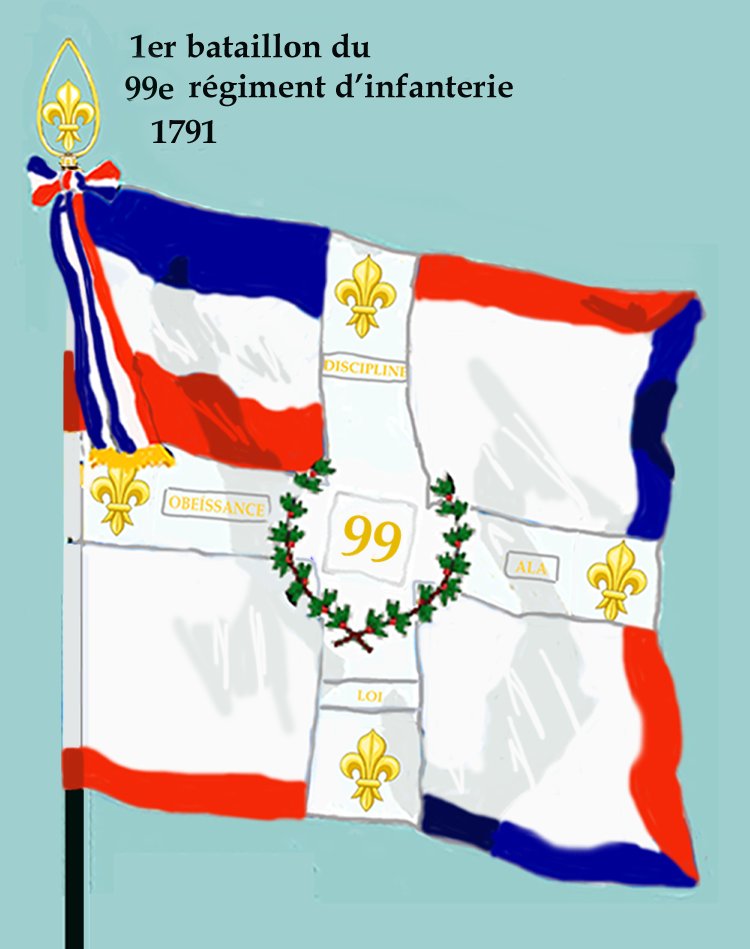
Drapeau du 1er bataillon du 99e régiment d'infanterie de ligne de 1791 à 1793.
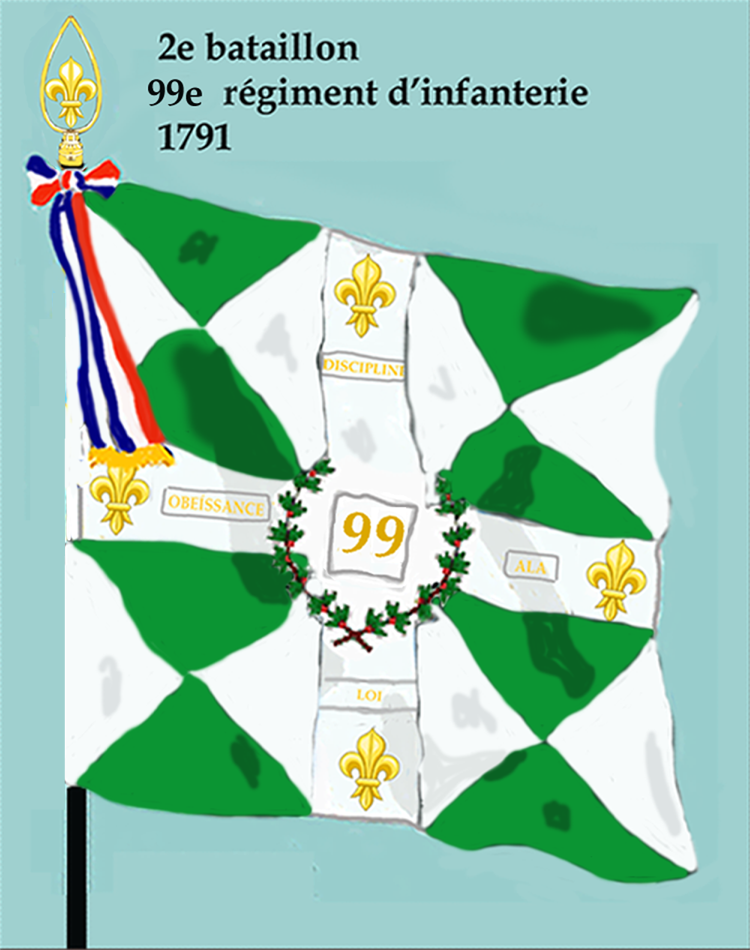
Drapeau du 2e bataillon du 99e régiment d'infanterie de ligne de 1791 à 1793.

#### Second Empire
Le décret du 24 octobre 1854 réorganise les régiments d'infanterie légère les corps de l'armée française. À cet effet le 24e régiment d'infanterie légère prend le numéro 99 et devient le 99e régiment d'infanterie de ligne.
- 1855 - 1859 : conquête de l’Algérie.
- 1859 : rattaché au 5e corps durant la campagne d'Italie mais ne combat pas.

Garnisons : Saint-Malo, Laval et Saint-Brieuc.
- Guerre du Mexique : Siège de Puebla, bataille d'Aculcingo qui lui vaut la légion d’honneur.

Garnison à Vienne (1865-1870)
- 1870 : Guerre franco-prussienne de 1870 :

6 août : bataille de Frœschwiller
septembre 1870 : siège de Sedan
Le 24 novembre 1870, 3 compagnies du 99e régiment d'infanterie de ligne qui composaient le 44e régiment de marche furent engagés dans les  combats de Chilleurs, Ladon, Boiscommun, Neuville-aux-Bois et Maizières dans le Loiret.
Le 9 janvier 1871, 3 compagnies du 34e régiment d'infanterie de ligne qui composaient le 44e régiment de marche furent engagés dans la bataille de Villersexel.

### De 1871 à 1914
Garnisons :
- 1871-1873 : Nîmes
- 1873 : Gap, Embrun, Briançon
- 1874 : Montélimar
- 1875-1885 : Vienne, Lyon
- 1885-1889 : Lyon, Romans
- 1889-1893 : Lyon
- 1893-1896 : Gap, Mont-Dauphin
- 1896-1902 : Lyon, Bourgoin
- 1902-1905 : Gap, Mont-Dauphin, Ubaye et Queyras
- 1905-1914 : Vienne, Lyon

### Première Guerre mondiale

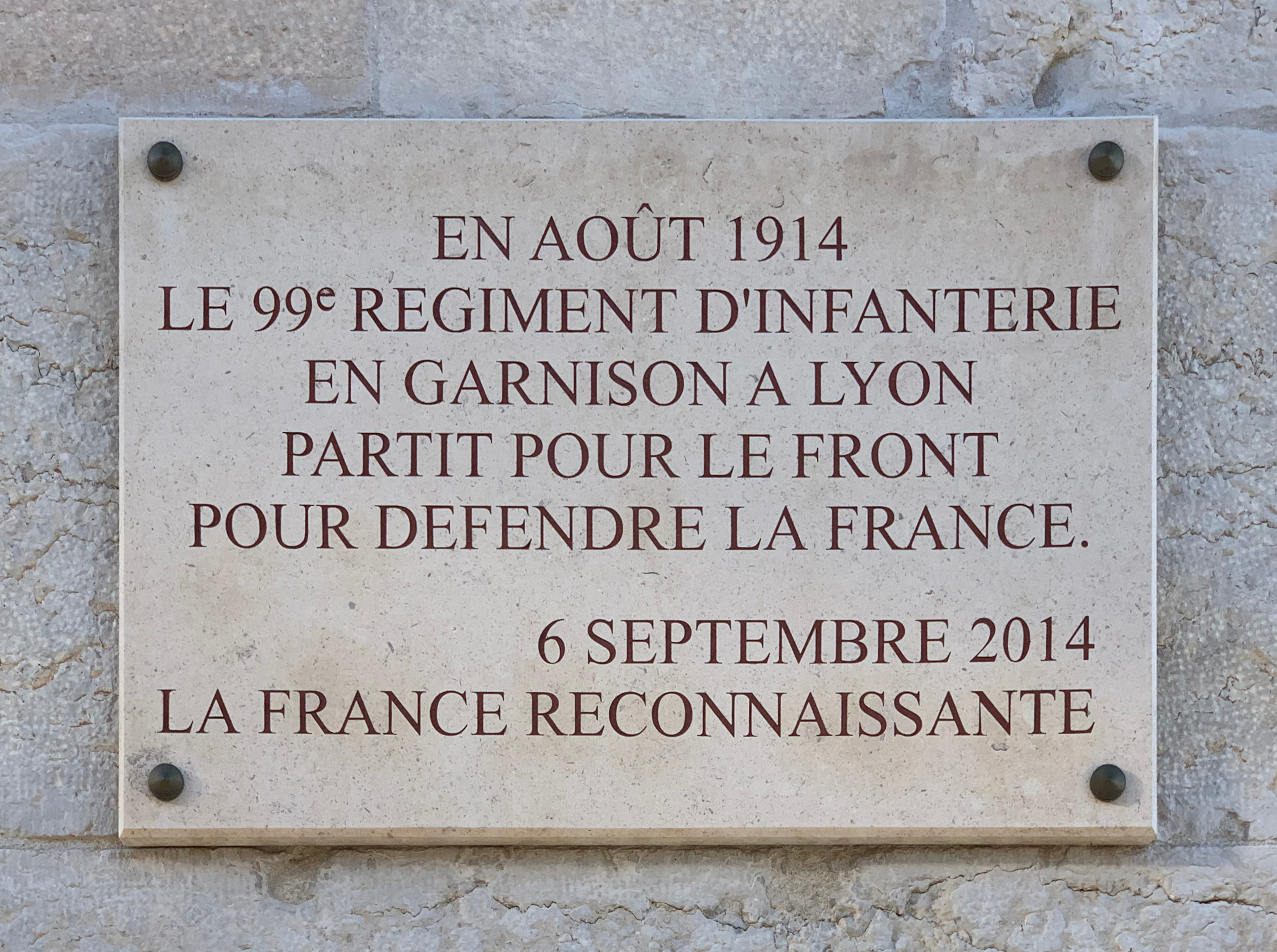
Plaque en mémoire du départ du régiment au début de la guerre, au parc Sergent Blandan (ancienne caserne).

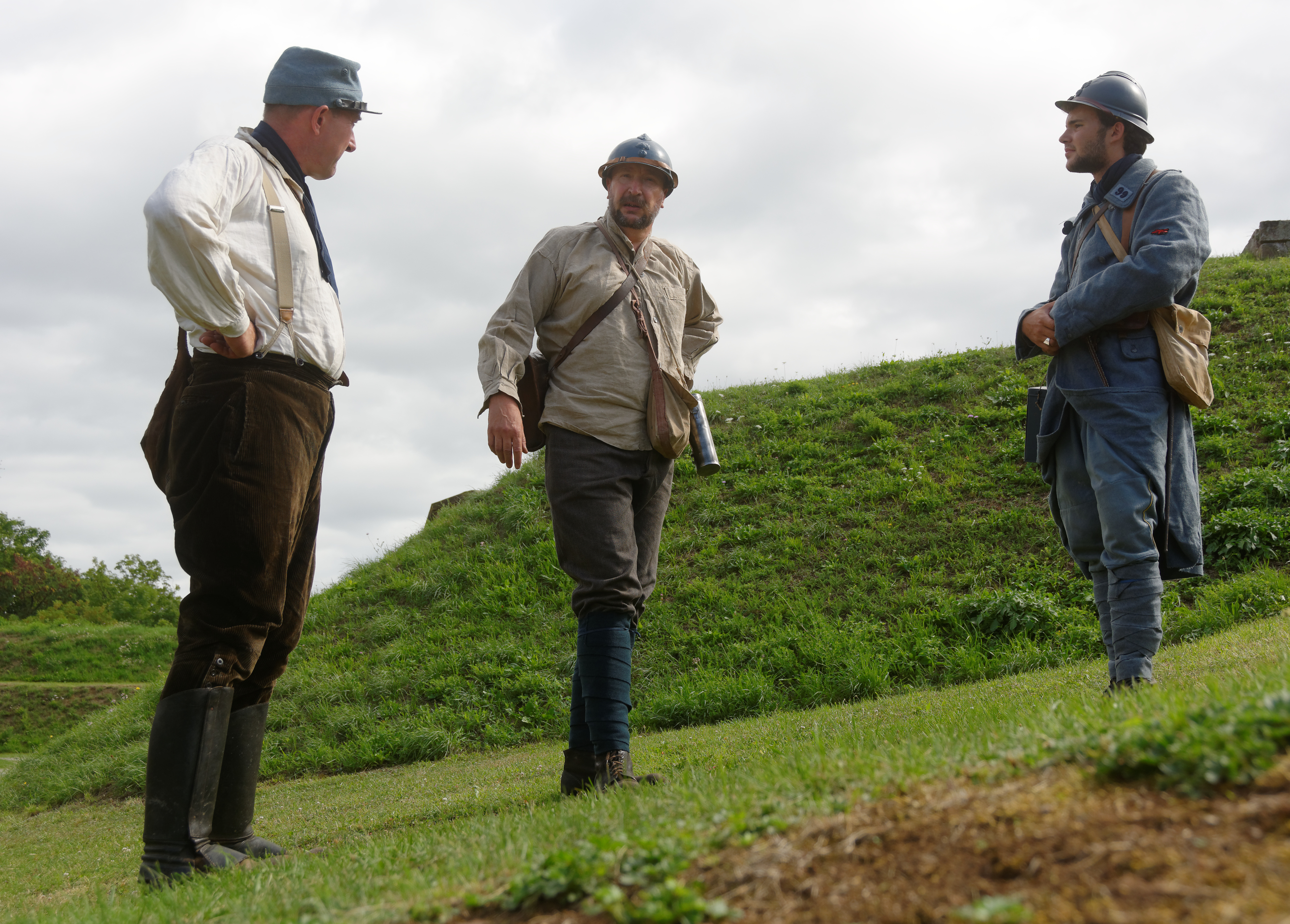
Reconstitution de l'uniforme porté par le vers 1917 (à droite).

En 1914 casernement : Vienne, 55e brigade d'infanterie ; 28e division d'infanterie ; 14e corps d'armée.

#### 1914
- 2 - 7 août : mobilisation, transport par VF de Lyon et Vienne le 6 août pour atteindre Épinal le 7 août.
- 8 - 12 août : concentration, puis mouvement sur la frontière des Vosges avec l'Empire allemand[5].
- 13 - 21 août : progression du régiment, vers Sainte-Croix-aux-Mines et Sainte-Marie-aux-Mines, villages atteints le 16 août. Le 19 août, violents combats au col de la Perheux, vers Bellefosse et Belmont, repli vers Fouday. Le 21 août combat de Rothau.
- 21 - 27 août : mouvement de repli par Saint-Blaise et Saulxures le 23 août en direction de Saales. Poursuite du repli, la frontière est à nouveau franchi, les Allemands entrent en France et occupe Saint-Dié le 27 août. Engagé à partir du 25 août dans la bataille de la Mortagne.
- 27 août - 12 septembre : le régiment est replié au-delà de la Meurthe et s'arrête à La Bolle. La position est échangée jusqu'au 12 septembre.
- 12 - 19 septembre : repli allemand, le régiment progresse en direction de Saint-Jean-d'Ormont. À partir du 13 septembre, retrait de la ligne de front, concentration et transport par VF à partir du 18 septembre dans la Somme.
- 19 - 26 septembre : progression sur la rive droite de la Somme, en direction de Herleville. Engagé dans la bataille de Picardie, nombreuses tentatives de percées vers Foucaucourt-en-Santerre, Dompierre-Becquincourt, Fontaine-lès-Cappy avec de lourdes pertes.
- 27 septembre 1914 - 1er août : en ligne dans le secteur de Dompierre-Becquincourt.

au cours du mois de mars le dépôt du 99e RI forme deux compagnies du 414e régiment d'infanterie.

#### 1915

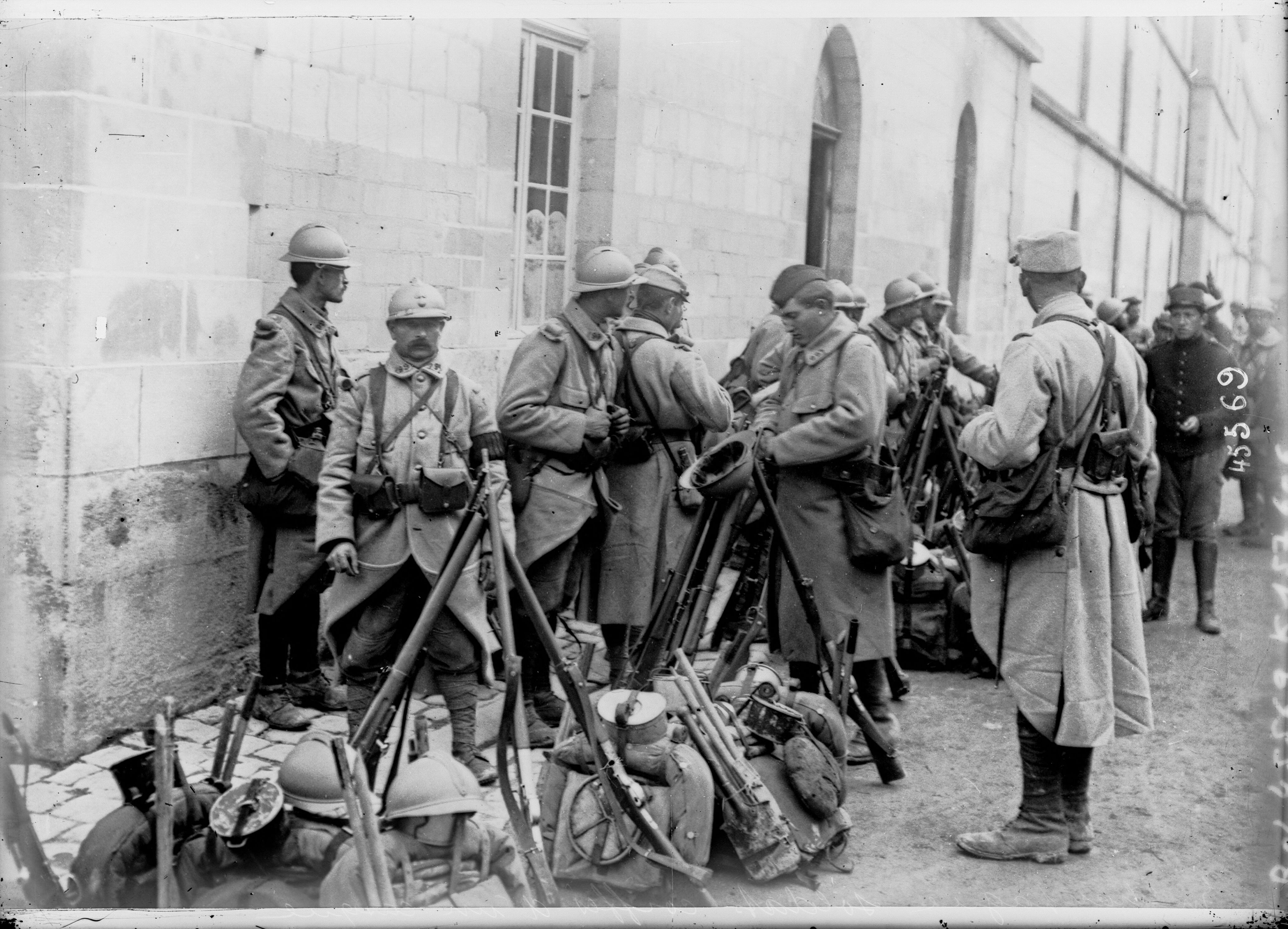
Soldats du coiffés du nouveau casque Adrian dans une ville de Champagne, octobre 1915.

- 1er - 13 août : retrait du front, repos.
- 13 août - 25 septembre : transport par VF en Champagne, préparatifs d'offensive
- 25 septembre - 15 octobre : seconde bataille de Champagne, avance et occupation du terrain conquis à partir du 6 octobre.
- 15 octobre - 8 décembre : retrait du front, repos dans la région de Châlons-en-Champagne puis de Valdoie.
- 8 décembre 1915 - 29 janvier 1916 : occupation d'un secteur en Haute-Alsace dans les environs de Burnhaupt-le-Bas.

#### 1916
- 29 janvier - 2 mars : mouvement vers le camp d'Arches, instructions.
- 2 mars - 15 avril : engagé dans la bataille de Verdun dans la plaine de Woëvre vers Châtillon-sous-les-Côtes et Ronvaux.
- 15 - 19 avril : retrait du front, repos.
- 19 avril - 17 mai : engagé dans la bataille de Verdun, dans le secteur de la ferme de Thiaumont sur les pentes du ravin de la Dame ou ravin de la Mort. Attaques allemandes repoussées les 29 avril et 7 mai.
- 17 mai - 5 juin : retrait du front, repos et reconstitution dans la région de Bar-le-Duc.
- 5 juin - 29 décembre : occupation d'un secteur dans la Woëvre vers Moulainville. Le régiment est transféré dans le secteur de La Lauffée et défend l'entrée du Tunnel de Tavannes devant une attaque allemande le 1er août. À partir du mois de septembre, le régiment occupe un secteur vers Eix.
- 29 décembre 1916 - 22 janvier 1917 : retrait du front, repos et instruction dans la région de Mauvages, puis dans le camp de Gondrecourt.

#### 1917
- 15 janvier - 2 avril : transport par VF dans la Somme, occupation et organisation d'un secteur vers Marquivillers. À partir du 17 mars, poursuite des troupes allemandes lors de leur repli stratégique (opération Alberich) en direction de Saint-Quentin contact avec les troupes allemandes à Happencourt, combats violents et prises des villages de Seraucourt-le-Grand, Fontaine-lès-Clercs, Castres et Contescourt. À partir du 19 mars, occupation et organisation des positions conquises.
- 2 - 24 avril : retrait du front, repos dans la région de Guiscard, travaux dans les environs d'Artemps.
- 24 avril - 22 juin : mouvement vers le front, occupation d'un secteur du front vers Cerny-en-Laonnois, puis à partir du 16 mai vers Contescourt et à La Bovelle.

violents combats le 20 - 21 mai, attaques allemandes repoussées au prix de pertes importantes.
juin : occupation d'un secteur vers Cerny-en-Laonnois.
- 22 juin - 15 juillet : retrait du front, repos dans la région de Lassigny.
- 16 juillet - 13 août : mouvement vers le front, occupation d'un secteur le long de l'Oise face à La Fère.
- 13 - 23 août : retrait du front, repos.
- 23 août - 7 novembre : mouvement vers Chavigny, préparatifs d'offensive. En ligne à partir du 17 septembre, vers Laffaux. Du 23 au 25 octobre, engagé dans la bataille de la Malmaison dans les environs d'Allemant, puis progression jusqu'aux berges de l'Ailette.
- 8 novembre - 15 décembre : retrait du front. Remise de la fourragère au drapeau à Soissons le 10 novembre, à la suite de la seconde citation du régiment. Repos dans la région de Saint-Pierre-Aigle.
- 15 décembre 1917 - 13 janvier 1918 : mouvement, repos et instruction à Mailly-le-Camp.

#### 1918
- 13 janvier - 9 avril : transport en Haute Alsace, occupation d'un secteur du front vers Fulleren, secteur calme ponctué de tir de projector provoquant des pertes sensibles.
- 10 - 24 avril : transport par VF dans les Flandres, engagée dans la bataille de la Lys, occupation d'un secteur sur les pentes du mont Kemmel où le régiment est en première ligne.
- 24 - 26 avril : le régiment est en seconde ligne et subit l'attaque du 25 avril avec une préparation d'artillerie plus violente qu'à Verdun et combiné avec de nombreux obus aux gaz. Repli devant la pression allemande et défense sur La Clytte et le mont Aigu.
- 27 avril - 30 mai : retrait du front, transport par VF dans la région de Châlons-en-Champagne, La Cheppe, repos et reconstitution avec des hommes issus de régiments dissous.
- 30 mai - 12 juin : mouvement dans la montagne de Reims, dans la bataille de l'Aisne dans le secteur de Clairdet et de la cote 240. Le 3e bataillon du régiment repousse plusieurs attaques allemandes.
- 12 juin - 20 septembre : retrait du front, repos puis occupation d'un secteur du front en Lorraine vers Emberménil.
- 20 septembre - 7 octobre : mouvement vers le front de Champagne, engagé dans la bataille de Champagne et d'Argonne. Placé en réserve de corps d'armée ; le 30 septembre le régiment attaque Sainte-Marie-à-Py frontalement puis par contournement avec de lourdes pertes. Du 2 au 4 octobre, retrait du front et repos en seconde ligne. Du 5 au 7 octobre, le régiment monte en ligne pour suivre le retrait allemand, progression en direction du village de Selles.
- 7 - 19 octobre : retrait du front, repos.
- 19 octobre - 3 novembre : engagé dans la bataille de la Serre dans le secteur de Gomont, progression et prise d'une partie de la Hunding stellung.
- 3 - 11 novembre : retrait du front, repos dans la région d'Épernay.

### Entre-deux guerres

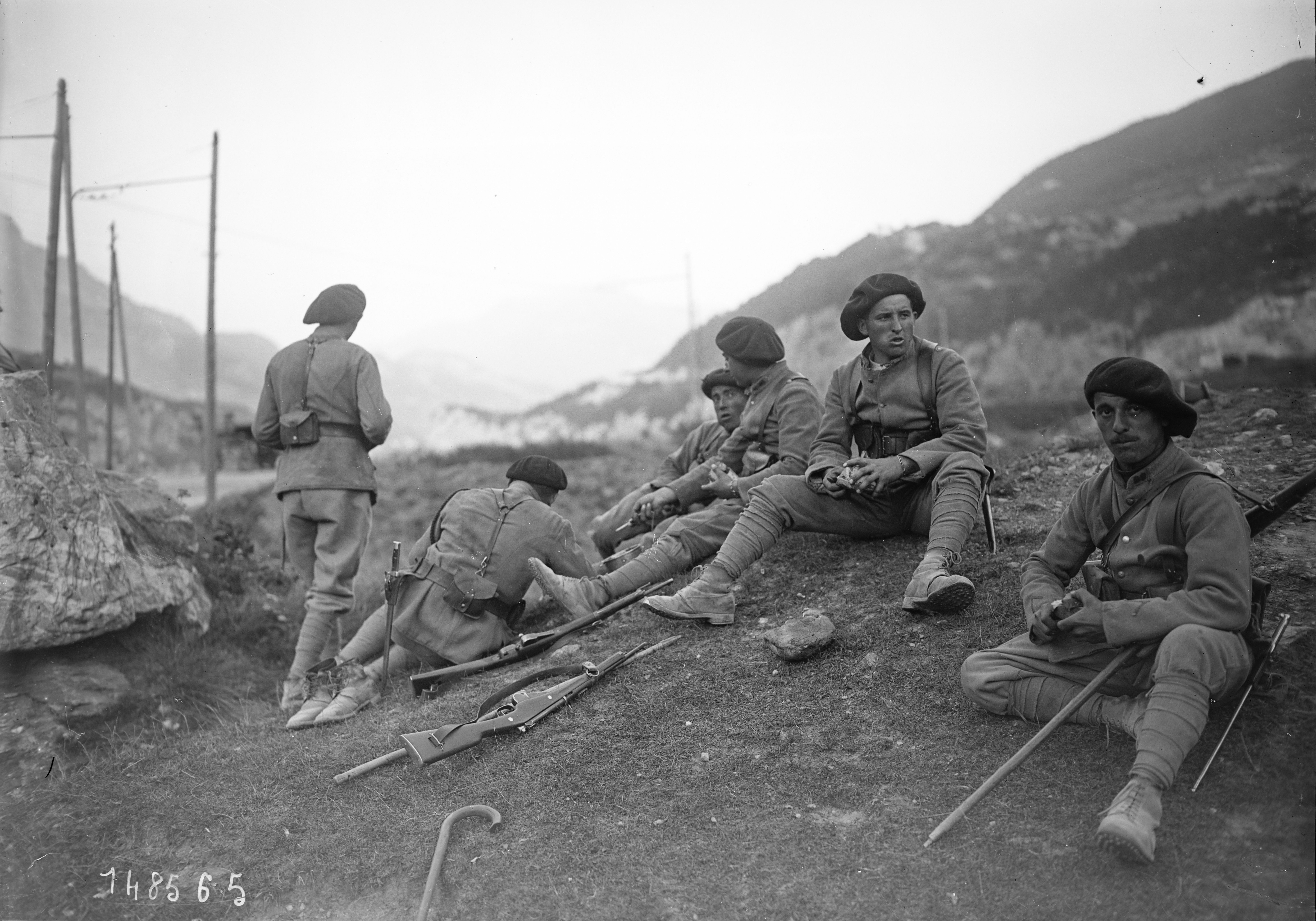
Soldats du en pause lors des manœuvres de Haute-Maurienne le 31/8/1930.

Après la guerre le régiment rejoint ses casernes de Lyon et Sathonay-Camp,.

### 99erégiment d'infanterie alpine

#### Entre-deux guerres
En 1927, le 99e RI devient le 99e régiment d'infanterie alpine (RIA) et comprend 3 Section d'Eclaireurs Skieurs(SES) et 3 pelotons d'élite de scout-ski..
En mars 1939, sous les ordres du colonel Albert Lacaze, le 99e RIA fait partie de la 28e DIA (division d'infanterie alpine), en couverture face à l’Italie. Il rejoint la Maurienne le 13 avril 1939, où les sections d'éclaireurs-skieurs du régiment étaient déjà présentes,.

#### Seconde Guerre mondiale
À la mobilisation, les réservistes du centre mobilisateur 142 rejoignent le régiment en Savoie. Durant la campagne de France, le régiment n'est guère engagé en Alsace, dans l'Aisne et dans les Alpes.
Il se trouve en Alsace du Nord de novembre 1939 à début avril 1940, puis au repos dans la région de Poligny (Jura), avant d'être envoyé sur le Chemin des Dames à partir du 18 mai 1940, vingt-trois ans après ses anciens. 
Le régiment est dissous le 31 juillet 1940, après l'armistice. Les personnels d'active rejoignent le 153e régiment d'infanterie alpine de l'armée d'armistice.
Une autre partie du 99e RIA intègre la résistance où leur expérience sera très importante et d'autres hommes rejoignent les Forces françaises libres. 
Le 1er octobre 1944, les résistants de l'Ain, du Haut-Jura, de la Loire et du Rhône, composés de la 5e demi-brigade FFI avec des militaires issus du 99e RIA, dont les départements sont libérés, rejoignent une nouvelle unité, la 1re division d'infanterie alpine FFI créée après la libération de Lyon et affectée au front des Alpes est rattachée  à la 27e division d'infanterie alpine). 
D'autres volontaires rejoignent l'unité qui est finalement formée du 1er bataillon AS de l'Ain, du 4e bataillon FTP de l'Ain, du 1er bataillon AS de la Loire, du 2e bataillon AS de l'Ain (renforcé de la « compagnie Narval ») et du 2e bataillon FTP du Rhône (renforcé par le 4e bataillon FTP de la Loire). Cette demi-brigade est renommée 99e RIA le 16 décembre. C'est pourquoi l'inscription « Résistance Ain-Jura » est inscrite sur le drapeau du régiment. Le régiment est engagé dans les Alpes, à Briançon, Les Thures, Les Gondrans, Montgenèvre, Ubayette, fort de Roche-la-Croix... et participe à la reconquête du col de Larche (22-26 avril 1945).
Le régiment est dissous le 31 octobre 1945 à Montélimar.

#### De 1945 à nos jours

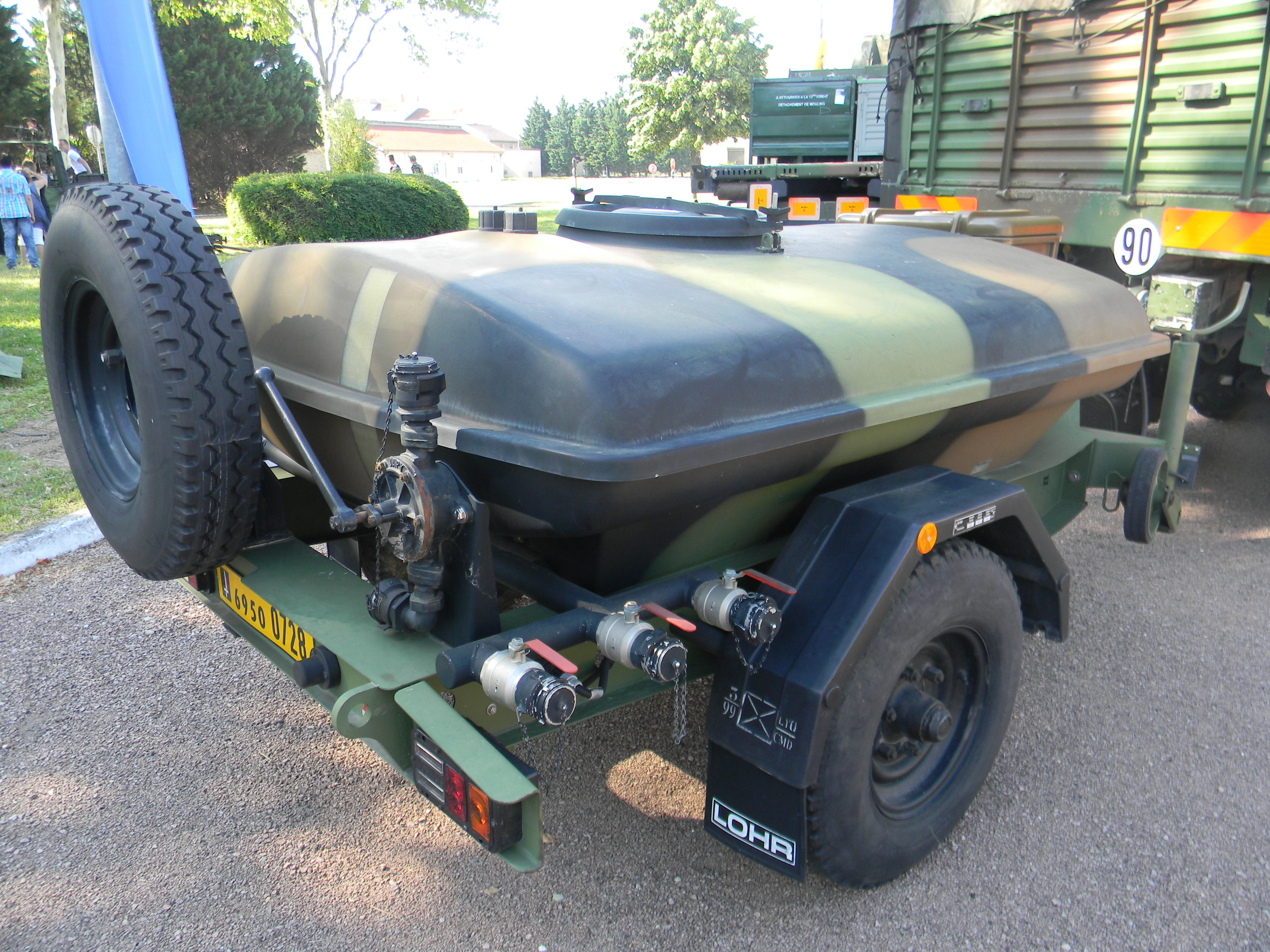
Une remorque portant encore le marquage du en 2013 au quartier Général-Sabatier.

De 1945 à 1968, son existence est pleine d’incertitudes : tantôt régiment, tantôt bataillon. 
Le 1er janvier 1946, le 99e RIA est reconstitué à Lyon et il donne naissance, cette même année aux :
- 99e bataillon d'infanterie alpine

• 108e demi-brigade d'infanterie alpine
il fournit en juin 1954 l’essentiel des effectifs du 25e BCP, nouvellement créé pour la campagne de Tunisie.
 
En novembre 1954, il met sur pied un bataillon de marche, le 99e bataillon de marche d'infanterie alpine 99e BMIA, qui part aussitôt en Algérie. 
En août et septembre 1955, ce dernier effectue un court séjour au Maroc. Le 1er octobre, il prend l'appellation 15e BCA. Cette dernière date marque la fin de la présence du no 99 en Afrique du Nord. Dès lors, le « neuf-neuf » de métropole voit son activité réduite à l’instruction des recrues pour l'Algérie et au soutien de la VIIIe région militaire.

### 99erégiment d'infanterie

#### De 1945 à nos jours
Le 1er octobre 1968, il change une dernière fois de nom pour redevenir le 99e régiment d’infanterie (99e RI). Il perd son rattachement aux troupes de montagne. 
Le régiment est composé de 7 compagnies :
- 4 compagnies de combat sur VAB
- 1 compagnie d'éclairage et d'appui
- 1 compagnie de commandement et de service
- 1 compagnie d'instruction.

De 1982 à 1992, il fournit plusieurs détachements pour le Liban. 
D'août à décembre 1988, la 2e compagnie est envoyée en Nouvelle-Calédonie. 
En 1992-93, et en 93-94 constitue son dernier théâtre d’opérations. La Bosnie, . 
Le régiment est dissous fin mai 1997, à Sathonay-Camp dans le Rhône, dans le cadre de la réduction du format de l’armée de terre et de la professionnalisation de l'armée de terre. Le 31 mai 1997, le 99e RI, appelé « neufneuf », ou encore « régiment de Lyon », disparaissait de l’ordre de bataille d’armée de terre, après 240 années d’existence. De la royauté à la cinquième république, du Royal-Deux-Ponts au 99e RI, il avait combattu en Europe, aux États-Unis, en Afrique du Nord, au Mexique, participé aux deux guerres mondiales et assuré des missions de sécurité au Liban et en Nouvelle-Calédonie.
Basé à Lyon pendant une longue période, il a inclus dans sa Musique militaire un gros pourcentage de bons musiciens issus des Ecoles et Conservatoires régionaux, dans la coutume des musiques de la Flotte, de la Garde Républicaine, ou de l'Air. Il a envoyé sa "Musique du 99"" lors de nombreux évènements culturels ou sportifs quand on lui a demandé sa présence sonore, tout comme pour les prises d'armes anniversaires annuelles, avec les Officiels et Anciens combattants.
Au cours de l'été 2019, le groupement de recrutement et de sélection Sud-Est (GRS SE) prend l'appellation de groupement de recrutement et de sélection Sud-Est - 99e régiment d'infanterie.
Le 1er juillet 2025, doubles appellations sont supprimées. Le GRS SE - 99e RI reprend l'appellation de groupement de recrutement et de sélection Sud-Est. Il conserve la garde de l'emblème du 99e régiment d'infanterie.

## Drapeau
Il porte, cousues en lettres d'or dans ses plis, les inscriptions suivantes :

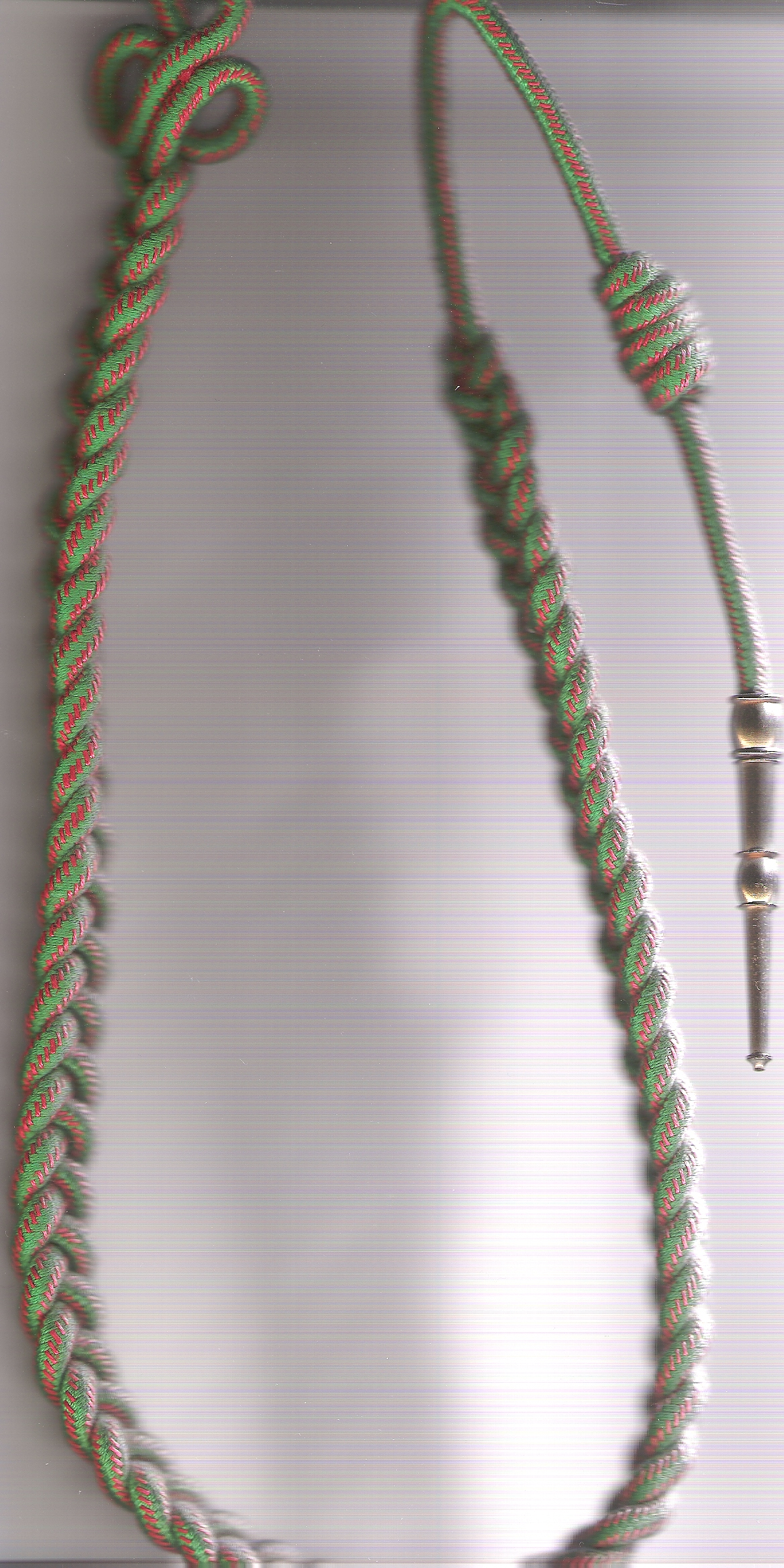
Fourragère aux couleurs du ruban de la croix de guerre 1914-1918.

- Valmy1792
- Marengo 1800
- Wagram 1809
- La Moskova 1812
- Aculcingo 1862
- Champagne 1915
- Verdun 1916
- La Malmaison 1917
- Résistance Ain-Jura 1944

## Personnalités
- Marc Boasson (1886-1918), écrivain français y fait son service militaire de 1905 à 1906. Son nom est inscrit au Panthéon dans la liste des 560 écrivains morts pour la France.
- René Desmaison (1930-2007), guide de haute montagne, alpiniste de haut niveau[27]
- Capitaine Félix Fontan (1880-1914), commandant la 12e compagnie du 99e RI, en octobre 1914. Il permet de mettre fin aux activités de Jules Bonnot et de ses complices.
- Général Marie Théodule Leschères (1836-1906), alors chef de bataillon[28]
- Paul Joseph Hyacinthe Mignot (1865-1949) alors lieutenant-colonel
- Capitaine Jacques Lazare Olchanski (1891-1918).
- Lieutenant Augustin Pons (1774-1854) (24e demi-brigade légère de deuxième formation puis 24e régiment d'infanterie légère) en tant que caporal, sergent, sergent-major,adjudant, sous-lieutenant puis lieutenant.

## Décorations
Sa cravate est décorée de la Croix de la Légion d’honneur  en 1862 pour la prise d'un étendard ennemi au combat d'Aculcingo, au Mexique,, puis de la Croix de guerre 1914-1918  avec deux citations à l'ordre de l'armée(Deux palmes).
La fourragère aux couleurs du ruban de la croix de guerre 1914-1918.

## Devise
Devise du capitaine Philippe EPAUD, commandant la 2Cie CRI de 1993 à 1995.Le fanion de cette compagnie, récupéré lors de la campagne de France par un officier allemand sur le corps de son gardien sous-officier mort pour la France, a été remis au régiment par les descendants de la famille en 1977. Ce geste de grande noblesse prouve qu'au-delà des combats, les symboles d'appartenance à la famille des combattants demeurent.

## Refrain
Au vieux 99, au vieux 99, tire au cul tu seras bien vu, tire au flanc tu seras content.